# ماتياس سانشيز (لاعب كرة قدم مواليد 1996)
ماتياس سانشيز (بالإسبانية: Matías Santiago Sánchez)‏ هو لاعب كرة قدم أرجنتيني في مركز الوسط، ولد في 5 يوليو 1996 في سان مارتن في الأرجنتين. لعب مع ريفر بليت ونادي لانوس.

## وصلات خارجية
- ماتياس سانشيز (لاعب كرة قدم مواليد 1996) على موقع قاعدة بيانات كرة القدم.إي يو (الإنجليزية)
- ماتياس سانشيز (لاعب كرة قدم مواليد 1996) على موقع قاعدة بيانات كرة القدم.إي يو (الإنجليزية)
- ماتياس سانشيز (لاعب كرة قدم مواليد 1996) على موقع Soccerway.com (الإنجليزية)